# Дембиця
Демби́ця (пол. Dębica) — місто в південно-східній Польщі, на річці Віслока. Адміністративний центр Дембицького повіту Підкарпатського воєводства.

## Демографія
Демографічна структура станом на 31 березня 2011 року:
|          | Загалом | Допрацездатний вік | Працездатний вік | Постпрацездатний вік |
| -------- | ------- | ------------------ | ---------------- | -------------------- |
| Чоловіки | 22915   | 4357               | 16324            | 2234                 |
| Жінки    | 24303   | 4070               | 15380            | 4853                 |
| Разом    | 47218   | 8427               | 31704            | 7087                 |

## Відомі люди

### Народилися
- Кшиштоф Пендерецький — польський композитор, диригент, педагог.

### Померли
- Жулавський Єжи (Юрій) (1874—1915) — польський прозаїк, поет, драматург, перекладач, філософ, один з основоположників польської науково-фантастичної літератури.

## Транспорт
Залізнична станція «Дембиця» має гарне сполучення по всій Польщі та з Україною.